# Vega de Infanzones
Vega de Infanzones est une commune d'Espagne dans la province de León, communauté autonome de Castille-et-León. Elle s'étend sur 20,8 km2 et comptait environ 839 habitants en 2024. La municipalité se compose de la ville principale du même nom et des villages de Grulleros et Villa de Soto .

## Localisation et climat
Vega de Infanzones est située à environ 9 km au sud-sud-est de León , au nord-ouest de la meseta ibérique , à une altitude d'environ 780 m . À la limite sud-est de la municipalité coule la rivière Esla , dans laquelle se jette la rivière Bernesga. L' autoroute A-231 en direction de Burgos traverse la municipalité . Le climat est rude en hiver, mais sec et chaud en été ; les faibles précipitations (environ 559 mm/an) tombent principalement pendant les mois d'hiver.

## Évolution démographique
| Année      | 1970 | 1981 | 1991 | 2001 | 2011 | 2021 | 2024 |
| Population | 1210 | 1058 | 889  | 863  | 920  | 829  | 839  |

Le déclin démographique important observé depuis les années 1950 est principalement dû à la mécanisation de l’agriculture ainsi qu’à l’abandon des petites exploitations et à la perte d’emplois qui en découle (exode rural).

## Site touristique

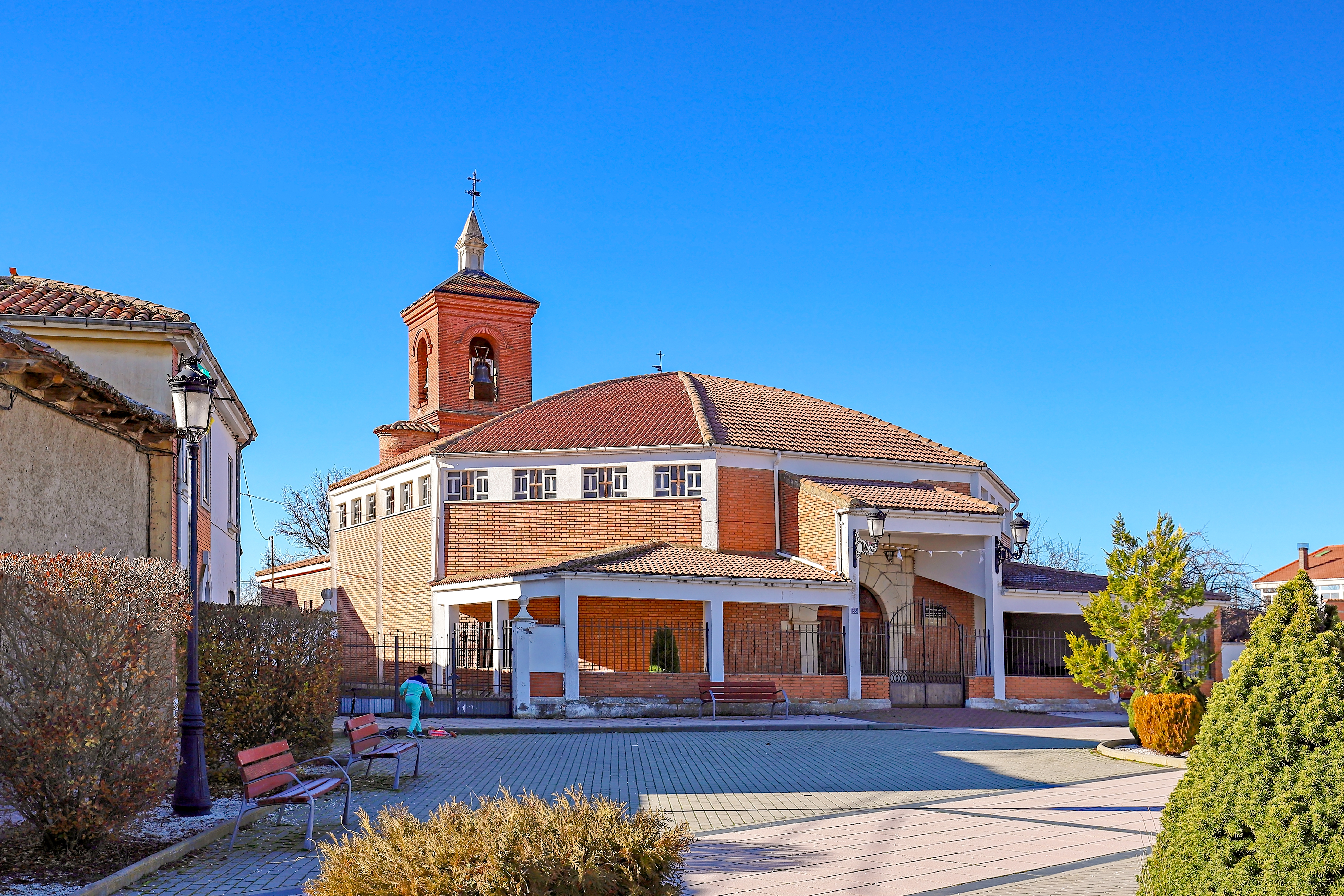
Église Notre-Dame des Neiges.
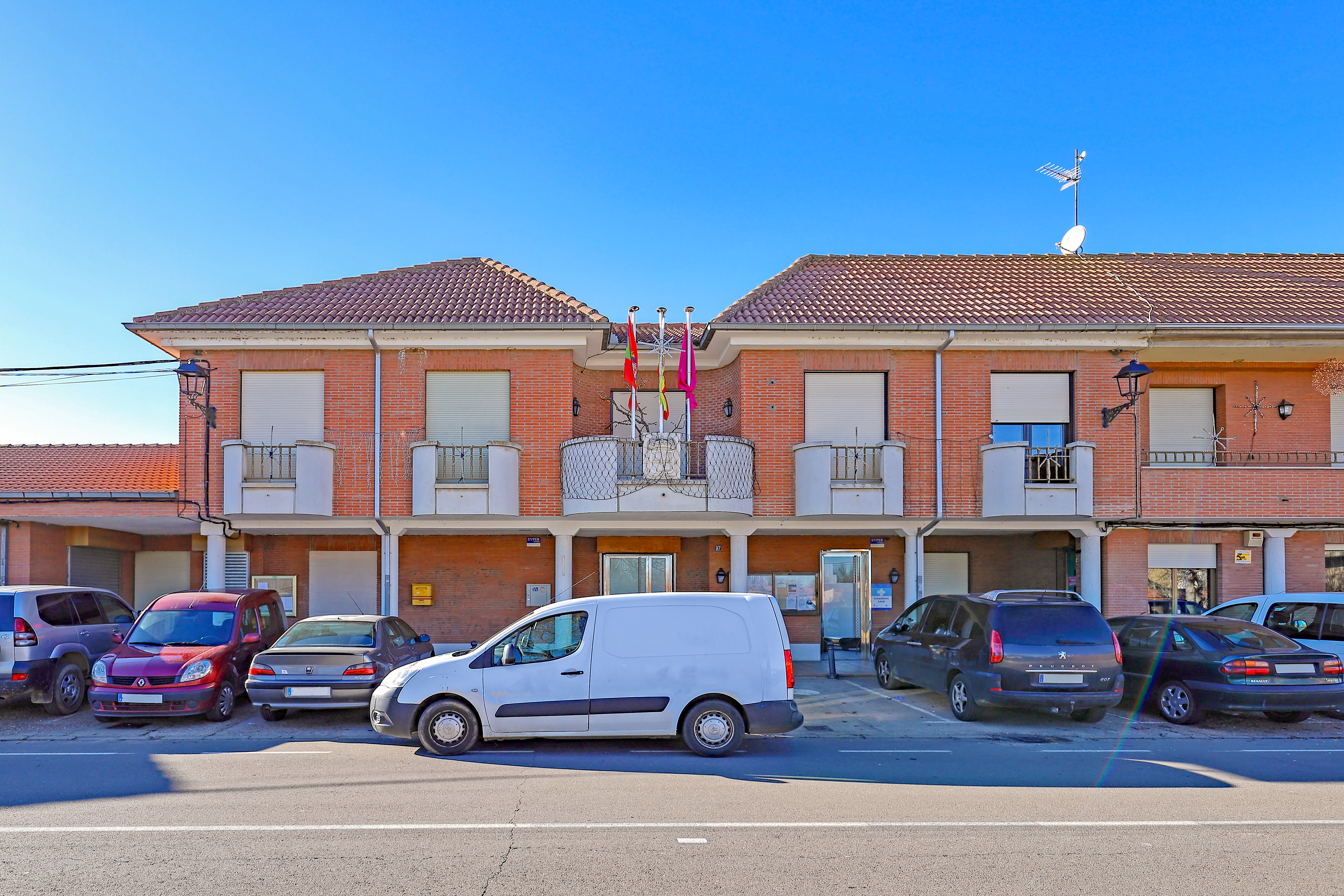
Hôtel de ville.

- Église Notre-Dame des Neiges.
- Hôtel de ville.